# Fernando Campos
Juan Fernando Campos Quiroz, teilweise auch Fernando Iván Campos Quiroz geschrieben (* 15. Oktober 1923 in Quilpué; † 14. September 2004 ebenda), war ein chilenischer Fußballspieler. Er nahm mit der chilenischen Nationalmannschaft an der Fußball-Weltmeisterschaft 1950 teil.

## Karriere

### Verein
Campos spielte als Profifußballer für CD Santiago Wanderers und CSD Colo Colo. Am Ende der Spielzeit 1953 gewann er mit Colo Colo die nationale Meisterschaft.

### Nationalmannschaft
Am 16. Dezember 1947 debütierte Campos beim Campeonato Sudamericano 1947 im Spiel gegen Argentinien in der chilenischen Nationalmannschaft.
Anlässlich der Fußball-Weltmeisterschaft 1950 in Brasilien wurde Campos in den chilenischen Kader berufen. Er kam jedoch in keinem der drei Spiele seiner Mannschaft zum Einsatz. Chile schied als Gruppendritter nach der Vorrunde aus dem Turnier aus.
Zwischen 1947 und 1950 bestritt Campos fünf Länderspiele, in denen er drei Tore erzielte.

## Erfolge
- Chilenische Meisterschaft: 1953